# Владимиренко, Александр Владимирович
Александр Владимирович Владимиренко (род. 16 октября 1955, Кривой Рог, Днепропетровская область) — машинист дистрибутора конвертерного цеха Криворожского металлургического комбината «Криворожсталь», Герой Украины (2004).

## Биография
Родился 16 октября 1955 года в городе Кривой Рог. Образование среднее техническое.
С 1975 года — помощник сталевара конвертерного цеха комбината «Криворожсталь», затем — служба в Советской армии.
С 1977 года — помощник сталевара, сталевар, машинист дистрибутора конвертерного цеха комбината «Криворожсталь».

## Награды
- Герой Украины (с вручением ордена Державы, 4 августа 2004)[1] — за выдающиеся личные заслуги перед Украинским государством в развитии металлургии, достижение высоких производственных показателей, многолетний самоотверженный труд.

## Память
- Имя на Стеле Героев в Кривом Роге.